# The World (судно)
The World (рус. «Мир» в значении «планета») — первое морское пассажирское судно, выполненное в качестве частного жилища. Жители живут на борту, в то время как судно движется вокруг земного шара, останавливаясь в большинстве портов максимум на 2—3 дня.
Судно построено на предприятиях Швеции и Норвегии в 2002 году.

## История проекта

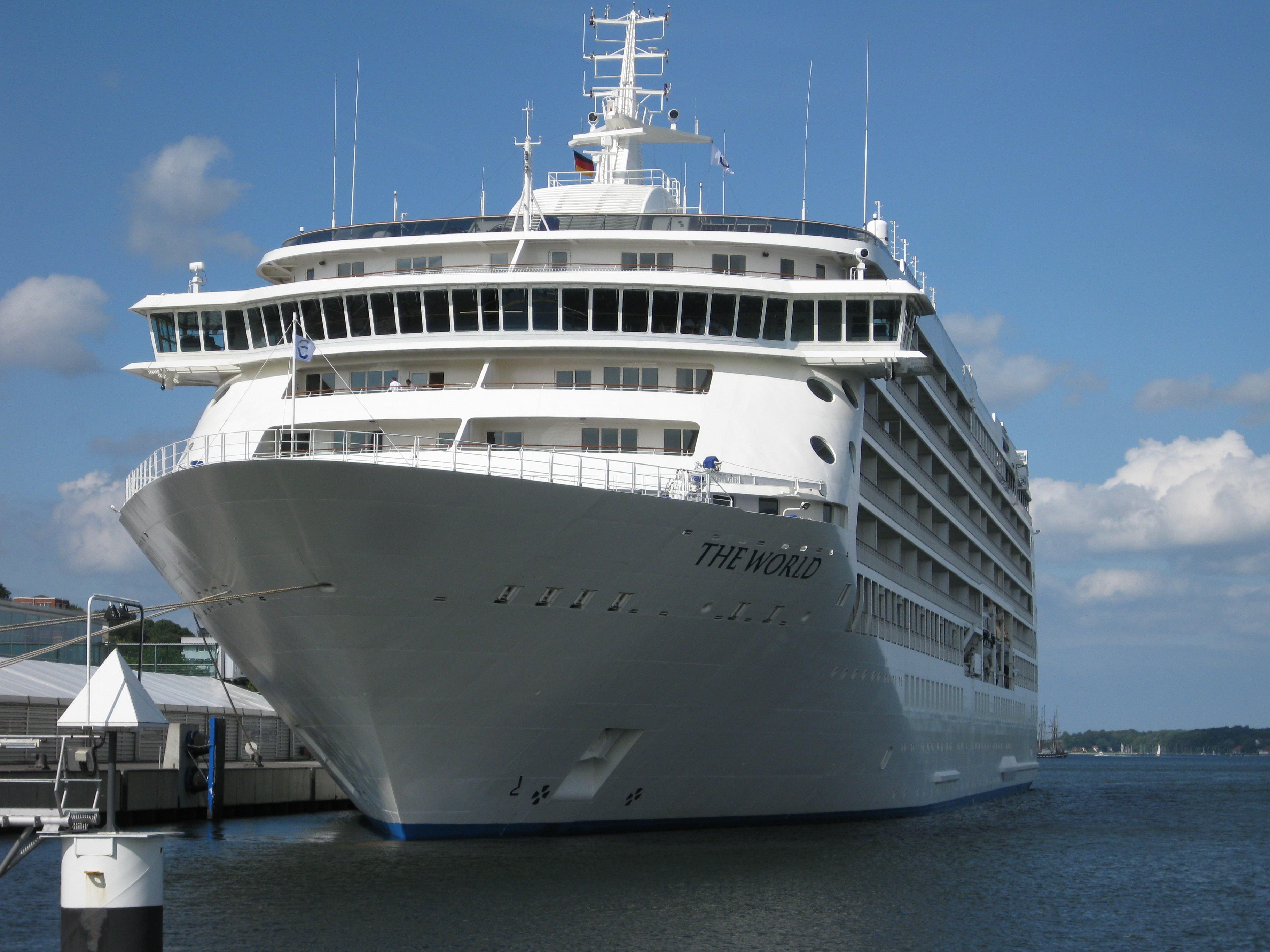
The World у Балтийского (Остзейского) причала в Киле

Судно было построено в соответствии с принципиально новой и необычной для круизного судоходства концепцией, предложенной норвежским судовладельцем Кнудом Клостером.
Основная идея заключалась в том, чтобы построить плавучий дом или курорт для очень богатых людей. Они не станут, так сказать, «арендаторами» кают на несколько дней круиза, как на других лайнерах, а будут настоящими владельцами этих кают, вернее роскошных апартаментов со спальнями, кухнями, ванными, балконами общей площадью от 100 до 300 квадратных метров. Всего на 11 пассажирских палубах судна сооружено 110 таких апартаментов.
Самая маленькая студия площадью 24 м² стоит около $2 млн, а самая большая (325 м²) — ближе к $15 млн; эксплуатационный сбор составляет до $900 тыс. в год.
Покупку апартаментов на судне можно оформить через официальный сайт компании-владельца судна.
Их хозяева могут сами круглогодично жить на судне, путешествующем по всему миру, могут появляться там, когда захотят, могут катать своих знакомых или сдавать свои помещения в аренду вовсе незнакомым людям. Стоимость апартаментов на судне немаленькая — от 2,7 до 9,1 млн долл. Несмотря на такие цены, еще до завершения строительства 80 апартаментов уже были проданы. 60 % покупателей оказались европейцами и 40 % — американцами. Средний возраст жильцов — 64 года.